# Copestylum guianicum
Copestylum guianicum är en tvåvingeart som först beskrevs av James Stewart Hine 1914.  Copestylum guianicum ingår i släktet Copestylum och familjen blomflugor.
Artens utbredningsområde är Guyana. Inga underarter finns listade i Catalogue of Life.